# Championnat du monde féminin de basket-ball des moins de 21 ans
Le championnat du monde de basket-ball féminin des moins de 21 ans (en anglais FIBA U21 World Championship) était une compétition féminine de basket-ball opposant les meilleures sélections nationales mondiales des joueuses de 21 ans et moins. Elle a été créée par la FIBA en 2003.
Cette compétition n'est désormais plus organisée.

## Palmarès
| Année | Pays organisateur | Médaille d'or | Médaille d'argent | Médaille de bronze |
| ----- | ----------------- | ------------- | ----------------- | ------------------ |
| 2003  | Šibenik, Croatie  | États-Unis    | Brésil            | France             |
| 2007  | Moscou, Russie    | États-Unis    | Australie         | France             |

## Tableau des médailles
| Tableau féminin |            |    |        |        |       |
| Position        | Pays       | Or | Argent | Bronze | Total |
| Position        | Pays       |    |        |        | Total |
| 1               | États-Unis | 2  | 0      | 0      | 2     |
| 2               | Brésil     | 0  | 1      | 0      | 1     |
| 2               | Australie  | 0  | 1      | 0      | 1     |
| 4               | France     | 0  | 0      | 2      | 2     |